# 林美雄
林 美雄（はやし よしお、1943年8月25日 - 2002年7月13日）は、日本のアナウンサー。
東京府深川区（現在の東京都江東区）出身。TBS編成局アナウンス部副理事。
東京都立第三商業高等学校を卒業後、三菱地所に入社。三菱地所を退職後、早稲田大学に入学。卒業後、1967年4月、TBSにアナウンサーとして入社。ラジオ『パックインミュージック』のDJを担当。デビュー前の荒井由実（後の松任谷由実）や、おすぎとピーコを紹介し、若者たちの人気を得る。その後『夜はともだち』『夜はこれから』などを担当。1994年社会情報局アナウンスセンター専任部長を経て、2001年編成局アナウンス部副理事。TBSの放送終了時に流れる「こちらはTBS、東京放送です」とのステーションコールを担当するなどTBSを代表するアナウンサーとして知られた。2002年、肝不全のためTBS在職中に死去。

## 人物

### 来歴
東京都立第三商業高等学校在学中の1961年（昭和36年）に第8回NHK杯全国高校放送コンテストに出場し、アナウンス部門で1位を獲得している。アナウンサーになるためには大学を卒業する必要があることから大学進学を望んだが、家庭の経済的事情からすぐには進学できなかったため、高校卒業後は三菱地所に就職する。これは、まず会社勤めをして学費を稼ごうという考えであった。
一年後同社を退社し、早稲田大学第二法学部に入学する。卒業後の1967年にTBSにアナウンサー12期生として入社し同期には青木靖雄、石森勝之、小口勝彦、河野通太郎、久米宏、宮内鎮雄、米沢光規、他職では若林貴世志（元TBSHD取締役相談役）、小川邦雄（元TBS監査役）がいる。アナウンサーの1年先輩には川戸恵子がいる。1967年11月15日に『アナウンサー研修室』設置に伴いアナウンサー研修室付兼ラジオ第一制作部勤務となる。深夜放送ブームがあった1970年代には、久米宏、小島一慶、林美雄の三人で「TBS若手三羽ガラス」に数えられていた。

### 深夜放送
1970年5月に深夜放送『パックインミュージック』（以下『パック』）木曜日第2部のパーソナリティを担当。本来、この時間帯は同年4月より、久米宏が担当していたが、久米が体調不良により降板。これにより急遽、林が起用された。
番組では、映画、演劇、音楽を中心にテレビやラジオではなかなか紹介されないもの、人を取り上げることに精力を注ぐことで、数多くの人材を発掘した。荒井由実を「この人は天才です!」と絶賛。
この他、低迷状態にあった日本映画紹介や、小劇団、イベントなどに自ら足を運び『パック』で紹介。林の紹介を聴いて劇場に足を運んだリスナーも多く、初日の客席がガラガラだった劇団が、最終日には満員札止めとなる事態になることもあったという。こうした林の放送での発言から、映画「八月の濡れた砂」や日活ロマンポルノ作品などが若い世代に浸透した。
この他、ニュース番組のパロディ「苦労多かるローカルニュース」では、ニュースに止まらず、パロディCMなどのコーナーがあり、同番組での愛称は「下落合のミドリブタ」。下落合は当時林が住んでいた住所に由来する。
『パックインミュージック第2部』はスポンサー無しの番組であったため、『いすゞ歌うヘッドライト〜コックピットのあなたへ〜』と入れかわる形で第2部自体が廃止され、1974年8月に降板。このときの最終回は酒を飲んで涙しながら放送し、終了後は局の玄関前に集まった約50人のリスナーと一緒に朝焼けを見に上智大学の土手まで歩いていったという。しかし、降板前から活動していたというリスナー有志のパ聴連（『パック』から林を降ろすな聴取者連合）の署名活動（林本人曰く、署名の中には「荒井由実」の名前もあったという）がされた。
こうした中、翌1975年1月には、新宿の東京厚生年金会館ホールで「歌う銀幕スター・夢の狂宴」と銘打ったイベントをプロデュース。林の愛する映画スターに、スクリーンの中で演じてもらうのではなく、ステージの上で歌ってもらおうという企画であった。当時、キネマ旬報編集者の植草信和（後にキネマ旬報編集長）らとともに、出演交渉から演出まで全てを行い、渡哲也、菅原文太、原田芳雄らが観客を前に歌うという、当時、また後の時代としても豪華なイベントを成功させた。同コンサートでは、映画監督鈴木清順も出演させていた。
ファンからの復活を求める声が多かったため、同1975年10月から『パック』火曜深夜（のちに月曜深夜）の担当を務めた。
この第二期『パック』ではデビュー前のタモリを出演させ、四カ国マージャンを放送したり、おすぎとピーコのコーナーを設けるなど、これはと思った映画や歌手、文化人を次々と取り上げた。また、井上陽水と石川セリが同時に出演し、その以後2人は結婚した。
第二期『パック』の看板コーナー「ユア・ヒットしないパレード」（文化放送の長寿番組『ユア・ヒット・パレード』のパロディ）では、山崎ハコ、斉藤哲夫、RCサクセションなどのミュージシャンを紹介した。当時流行のフォークソングとは一線を画した、日本のポップス、ニューミュージックなどを数多く紹介するコーナーとなった。劇団「ミスタースリムカンパニー」も紹介した。
また第二期『パック』と並行して、1976年4月から1978年3月まで夜9時台の若者向けワイド番組『一慶・美雄の夜はともだち』も担当した。

### パックインミュージック終了、プロデューサーとして
1980年9月、林は『パック』をふたたび卒業。最終回では、エンディングテーマ『青春の蹉跌』（井上堯之）にのせて挨拶をしたが、途中で林の声が絞られ、数分間曲のみが流れた。番組終了間際に再び声が流れ「音としては（放送に）出ていませんでしたが、いろんな事をいま言いました…だから、勘弁してくださいね」の言葉で締めた。これについては、2013年12月のTBSラジオの特番「林美雄の空白の3分16秒」にも紹介されている。その後、プロデューサーとして『パック』に携わり、1982年7月、15年に亘る『パックインミュージック』番組全体の最終回では、総合司会を務めた。
『パック』終了後は、番組で培ったプロデュースを生かし、アナウンサーとしての番組出演業務に止まらず、ラジオ編成部の兼任や、アナウンス部副部長（1990年5月から）として後輩アナウンサーの育成など、人材の発掘と育成も並行して行っていった。後輩のTBSアナウンサーの中では、小林豊(1989年入社)が“愛弟子”とされている他、外山惠理(1998年入社)は「私を褒めて下さった唯一の先輩」、安住紳一郎（1997年入社）は「具体的にアナウンス技術を教わったのではないが（林と）一緒にいた経験は、すべてキムチみたいに熟成される」と語っている。
1980年代中盤は『赤坂ライブ』のプロデューサー兼司会者を務め、爆風スランプや渡辺美里らを登場させた。渡辺は後に深夜放送『スーパーギャング』を担当、林本人も同番組プロデューサーを務めた。他にも東京JAPのドラマー・赤坂泰彦のラジオDJとしての才能を見出し、後に赤坂が長年に亘って帯番組を担当するTOKYO FMの担当者に、赤坂を紹介したのも林だった。
同時に、昼の帯番組『歌謡ワイド昼一番』を1985年4月まで担当した他、1986年には音楽に限らず、様々な分野で活躍する人間を紹介する『おもしろ組 '86』を担当。この他、夕方の関東ローカルニュース番組『テレポートTBS6』では、1987年から1989年までスポーツコーナーのキャスターとして出演。1991年10月から2003年3月までは、TBSテレビのオープニング・クロージングのナレーションを担当していた。
1993年10月からは再び昼のワイド番組に復活。『林美雄アフタヌーン〜オーレ!チンタラ歌謡族』のパーソナリティを1995年秋まで務めた他、テレビ『CBSドキュメント』のナレーションも担当した。この頃、50歳を過ぎて自動車免許を取得し、ゴルフを始めた。
2001年10月から編成局アナウンス部副理事を務める。

### 死去
1998年1月、TBSの健康診断で胃がんが発見され入院、胃の3/4を切除した。同年春に退院し職場復帰するが、2001年6月に癌が再発。同年7月と翌2002年の初めにも手術を受け療養していた。その間も、2002年春までは闘病生活の傍ら週に1、2度出社してナレーション収録などをこなしていたが、その後黄疸が出るなど病状が悪化。2002年7月13日、がん転移による肝不全のためTBS在職中に死去。58歳没。
林の死後、『キネマ旬報』（2002年9月上旬号）に、植草信和（キネマ旬報元編集長）の手になる林美雄追悼メッセージが掲載された。
2002年8月25日、東京・港区の新高輪プリンスホテルで、お別れ会『サマークリスマス〜林美雄フォーエバー』が執り行われた。会場には松任谷由実、渡辺美里、赤坂泰彦、白石冬美、原田芳雄など、深夜放送時代に知り合った関係者をはじめ、700人が出席。石川セリが「八月の濡れた砂」、山崎ハコが「さよならの鐘」を歌ったほか、松任谷由実は林が『パック』を降板する時に贈った曲「旅立つ秋」を歌った。
- 「サマークリスマス」とは、『パックインミュージック』を担当していた頃に「夏にクリスマスがあってもいいじゃないか。ついでに僕の誕生日も祝おうよ」と林自身が提唱し開催されたイベントのこと。初回は1974年にTBSラジオのスタジオで開かれ、石川セリと松任谷由実（当時は旧姓の荒井由実）も参加した。石川セリが「八月の濡れた砂」と当時放送されたばかりのNHK少年ドラマシリーズ『つぶやき岩の秘密』の主題歌「遠い海の記憶」の2曲を歌い、松任谷由実がピアノ伴奏をした。渋谷で開かれた三次会には女優の中川梨絵が参加した。

9月1日深夜（2日未明）には、同タイトルの特別番組が放送された。『夜はともだち』で共演した小島一慶の進行で、お別れ会の模様が紹介された他、本人の録音テープや同期入社アナウンサーの宮内鎮雄、小口勝彦による座談会が放送された。
また、これに遡ること1ヶ月前、『月刊 愛川欽也 キンキンのパックインミュージック』では、この訃報についてリスナーから便りが寄せられ、愛川欽也、白石冬美が生前の林を偲んだ。

## エピソード
- 筒井康隆ファンであり、1994年4月の「筒井康隆断筆祭り」及び、筒井が参加した1977年4月の全日本冷し中華愛好会（全冷中）の「冷し中華祭り」で司会をつとめた。
- 東京出身・東京育ちだが、長年広島東洋カープのファンで、同期入社の久米宏は「林に会うと、いつもカープの話ばかりしているので、気がつくと自分もカープファンになっていた」と話している[24]。久米は「林君も筑紫哲也さんも、"反中央"、"反権力"という自分の性格をカープに重ねたのではないか」と述べている[25]。
- 糸居五郎のオールナイトニッポン（ニッポン放送）などを聴いていて糸居五郎ファンでもあり、TBSに入社して間もない頃には同期入社の宮内鎮雄と一緒に糸居のオールナイトニッポンを見学しに行った。糸居五郎のオールナイトニッポンの最終回の日（1981年6月30日）には、当時既にTBSアナウンサーになっていたが、いちファンとして花束を持ち、放送の行われていたニッポン放送の銀河スタジオに駆け付けた。糸居の告別式の行われた1985年1月14日には、この日の『歌謡ワイド昼一番』で10数分間、糸居への思いを語り、13時に生放送が終わった後にそのまま告別式に駆け付けた[26]。
- また、少年時代はTBSの前身である「ラジオ東京」が主催したプロ野球や大相撲の「ちびっこアナウンサー」公募に参加したことがあった。[27][5]。また野球部員だった当時の小学6年生の時には、1976年5月に発刊された『一億人の昭和史』（毎日新聞社）の表紙に、ユニフォーム姿バットを構えた格好で、ニューヨーク・ヤンキースの選手だったビリー・マーチン、ミッキー・マントルらと一緒に写っている[5]。
- TBSでかつて放送されていた特別競輪中継に一時期携わっていた縁もあってか、競輪に精通しており、徳間書店から1986年に発刊された、阿佐田哲也編、『競輪痛快丸かじり』[28]にも登場している。その中で、「競輪のことなら何でも話しますよ」と切り出し、一例として、スポーツ紙でメンバーを見るや、「このレースを買わずにいられない!」という動機的な理由により、わざわざ岡山県玉野市の玉野競輪場まで行ったこともある、といったエピソードも披露されている。
- TBSテレビ『月曜ロードショー』及びその後番組『ザ・ロードショー』の解説者を務めていた荻昌弘が1988年7月に死去した際には、林が番組冒頭に追悼の挨拶を行った。

## 出演番組

### ラジオ番組
- パックインミュージック（1970年）[29][30]
- 東京赤坂歌謡曲（1974年）[30]
- 土曜だ!夜の歌謡曲（1974年）[30]
- 一慶・美雄の夜はともだち（1976年）[29][30]
- 林美雄のとんでもナイト（1980年）[30]
- オリベッティ・ブックレビュー（1981年）[30]
- パノラマワイド ヨーイドン!（1981年）[30]
- 歌謡ワイド昼一番（1982年）[30]
- スタジオ100チャンネル（1985年）[30]
- ザ・ヒットパレード〜あの歌をもう一度（1986年）[30]
- 夜はこれから（1987年）[30]
- 赤坂ライブ（1987年)ミスターライブとして[30]
- 音楽とスポーツのワイド とびだせ!ホリデー!（1979年4月）[30][31]
- 林美雄アフタヌーン 〜オーレ!チンタラ歌謡族（1993年）[29]
- 林美雄のサンデースポーツまるかじり（1993年）[30]
- ダントツ林の午後はどーんとマインド! → 美雄と千絵（マサコ）の午後はどーんとマインド!
- 日本列島ほっと通信（1993年10月 - 1996年9月）初代パーソナリティ
- 講談社 ラジオブックス（最後のラジオナレーション）

### テレビ番組
- ハッスル銀座（1977年）[29][30]
- チャーミングおくさま（1977年）[30]
- 光る崖（1977年）[30]
- たとえば、愛（1979年）第5回・アナウンサー 役
- ミイドナイト・グラフティ（1979年）[30]
- 日曜ヒットスクリーン（1981年）解説[29][30]
- モーニングジャンボ（1982年）[30]
- テレポートTBS6（1987年9月28日 - 1989年3月）スポーツコーナー担当[29][30]
- 月曜ドラマスペシャル 代議士秘書の犯罪（1990年10月29日）
- 月曜ドラマスペシャル 不連続爆破事件（1991年5月13日）
- 三宅裕司のえびぞり巨匠天国（1991年）ゲスト審査員
- 関口宏の報道30時間テレビ（1993年 - 1995年）ナレーション
- TBS大型時代劇スペシャル 竜馬がゆく（1997年1月1日）語り
- CBSドキュメント
- TBSテレビのオープニング・クロージングアナウンス(1991年9月 - 2000年3月、2001年10月 - 2003年3月)

## 出演映画
- オレンジロード急行（1978年）若者A 役
- 太陽を盗んだ男（1979年）テレビニュースのアナウンサー 役
- 俺達に墓はない（1979年）
- スローなブギにしてくれ（1981年）テレビカメラマン 役
- ザ・レイプ（1982年）秋山（路子の上司）役
- 愛・旅立ち（1985年）テレビアナウンサー 役
- ザッツ・ロマンポルノ 女神達の微笑み（1988年）ナレーター

## レコード
- 赤塚不二夫と全日本満足問題研究会『ライヴ・イン・ハトヤ』（1978年にLPレコードで発売、2007年に初CD化） 司会者 役

## ビブリオグラフィ

### 編書
- 嗚呼ミドリぶた下落合本舗 : TBS深夜ラジオ"パック・イン・ミュージック"より（1976年、ぶっくまん） - 唯一の著書。

### 雑誌連載
- 近代映画（1977年3月号 - 1977年9月号、近代映画社）「美雄の映画を楽しもうよ」

### 雑誌記事
- 山本 勇, 林 美雄, 田山 力哉、1974、「随想 ある日・そのとき・わたしはおもう」、『キネマ旬報』627号（1441）、キネマ旬報社、ISSN 1342-5412 pp. 48-49
- 新藤 兼人, 清水 千代太, 林 美雄、1974、「随想」、『キネマ旬報』645号（1459）、キネマ旬報社、ISSN 1342-5412 pp. 48-49
- 小中陽太郎、塩口喜乙、井上敬三、林美雄「現代学生の虚像と実像 座談会 マスコミがとらえた現代学生像」『望星』第6巻第11号、東海大学出版会、1975年11月、38-57頁、ISSN 0288-9862。
- 林美雄「神戸国際ギャング 私のなかの田中登」『シナリオ』第31巻第11号、シナリオ作家協会、1975年11月、53-55頁。
- 日本民間放送連盟（編）「制作ノートから 若者の夢を育くむ パック・イン・ミュージック」『月刊民放』第10巻第10号、日本民間放送連盟、1980年10月1日、34 - 36頁、ISSN 0387-3811、NDLJP:3470938/18。
- 林美雄「深夜放送は変わった――トークからミュージックへ」『月刊アドバタイジング』第27巻第12号、電通、1982年12月25日、22 - 24頁、NDLJP:2262007/13。
- 石川 弘義, 黒井 千次, 林 美雄「深夜放送は届いているか<座談会>」『広告批評』第39号、マドラ出版、1982年7月1日、57 - 67頁、ISSN 0388-4937、NDLJP:1853003/30。

### 関連記事
- 柳澤 健、2014、「ラジオ デイズ 2014 深夜放送の伝説のアナウンサー 林美雄のいた時代」、『調査情報.』（518）、TBSメディア総合研究所 pp. 18-21

### 題材にした作品
- 『1974年のサマークリスマス　〜林美雄とパックインミュージックの時代〜』（柳澤健　2013年8月号 - 2014年11月号「小説すばる」に連載されたノンフィクション）